# Lista de prefeitos de Nova York
O Prefeito de Nova Iorque é o chefe executivo do governo da Cidade de Nova Iorque, conforme estipulado no estatuto da cidade. O atual ocupante do cargo, o 109º na sequência de prefeitos regulares, é Eric Adams, membro do Partido Democrata.
Durante o período colonial holandês de 1624 a 1664, Nova Amsterdã foi governada pelo ocupante de um cargo chamado diretor da Nova Holanda. Após a criação da província britânica de Nova York em 1664, a cidade de Nova York , recentemente assim renomeada, foi administrada pelo governador militar britânico, Richard Nicolls. O escritório do prefeito de Nova York foi estabelecido em 1665. Os titulares foram nomeados pelos governadores coloniais, começando com Thomas Willett. O cargo permaneceu nomeado até 1777. Naquele ano, durante a Revolução Americana, um Conselho de Nomeação foi formado pelo Estado de Nova York. Em 1821, o Conselho da Cidade de Nova York - então conhecido como Conselho Comum - começou a nomear prefeitos.
Desde 1834, os prefeitos são eleitos por voto popular direto. Antes de 1898, a cidade incluída pouco além da ilha de Manhattan. A consolidação de 1898 criou a cidade como é hoje, com cinco distritos: Manhattan, Bronx, Brooklyn, Queens e Staten Island. Os prefeitos mais longevos foram Fiorello H. La Guardia (1934–1945), Robert F. Wagner Jr. (1954–1965), Ed Koch (1978–1989) e Michael Bloomberg (2002–2013), cada um dos quais ficando no cargo por doze anos (três mandatos sucessivos de quatro anos). Os mandatos mais curtos desde 1834 foram os de prefeitos em exercício: Thomas Coman (cinco semanas entre 1868 e 1869) e Samuel BH Vance (um mês em 1874 ), além do único dia puramente nominal que William T. Collins serviu em 1925.
David Dinkins (1990-1993), foi até hoje o único afro-americano da cidade a ocupar o cargo. Nova York não teve um prefeito latino-americano ou latino, com a possível exceção de John Purroy Mitchel (1914–1917), que era descendente de espanhóis e cujo avô nasceu na Venezuela. Os prefeitos de Nova York têm uma diversidade religiosa; a cidade teve prefeitos protestantes , judeus e católicos. Nenhuma mulher jamais foi prefeita da cidade de Nova York.
O Prefeito administra os serviços e propriedades públicas da cidade, além do Departamento de Polícia e o Corpo de Bombeiros. Além disso, sua função primordial é fazer respeitar e cumprir a lei estadual e regional. A Prefeitura de Nova Iorque possui o maior orçamento entre os governos municipais dos Estados Unidos, alcançando a marca de 50 bilhões de dólares ao ano e possui cerca de 250.000 servidores diretos.

## Prefeitos coloniais
Antes de 1680, os prefeitos cumpriam mandatos de um ano. Em 1680, eles cumpriram mandatos de dois anos, mas houve exceções nos dois casos. Alguns prefeitos cumpriram mais de um mandato não consecutivo.
| Nº | Nome                    | Início          | Fim             | Mandato         | Partido    | Partido     | Notas |
| -- | ----------------------- | --------------- | --------------- | --------------- | ---------- | ----------- | ----- |
| 1  | Thomas Willett          | 1665            | 1666            | 1 ano           |            | Sem partido |       |
| 2  | Thomas Delavall         | 1666            | 1667            | 1 ano           |            | Sem partido |       |
| 3  | Thomas Willett          | 1667            | 1668            | 1 ano           |            | Sem partido |       |
| 4  | Cornelius Van Steenwyk  | 1668            | 1671            | 3 anos          |            | Sem partido |       |
| 5  | Thomas Delavall         | 1671            | 1672            | 1 ano           |            | Sem partido |       |
| 6  | Matthias Nicoll         | 1672            | 1673            | 1 ano           |            | Sem partido |       |
| 7  | John Lawrence           | 1673            | 1675            | 2 anos          |            | Sem partido |       |
| 8  | William Dervall         | 1675            | 1676            | 1 ano           |            | Sem partido |       |
| 9  | Nicholas De Mayer       | 1676            | 1677            | 1 ano           |            | Sem partido |       |
| 10 | Stephanus Van Cortlandt | 1677            | 1678            | 1 ano           |            | Sem partido |       |
| 11 | Thomas Delavall         | 1678            | 1679            | 1 ano           |            | Sem partido |       |
| 12 | Francis Rombouts        | 1679            | 1680            | 1 ano           |            | Sem partido |       |
| 13 | William Dyre            | 1680            | 1682            | 2 anos          |            | Sem partido |       |
| 14 | Cornelius Van Steenwyk  | 1682            | 1684            | 2 anos          |            | Sem partido |       |
| 15 | Gabriel Minvielle       | 1684            | 1685            | 1 ano           |            | Sem partido |       |
| 16 | Nicholas Bayard         | 1685            | 1686            | 1 ano           |            | Sem partido |       |
| 17 | Stephanus Van Cortlandt | 1686            | 1688            | 2 anos          |            | Sem partido |       |
| 18 | Peter Delanoy           | 1688            | maio de 1691    | 1 ano e 5 meses | [ nota 1 ] | Sem partido |       |
| 19 | John Lawrence           | maio de 1691    | outubro de 1691 | 5 meses         |            | Sem partido |       |
| 20 | Abraham de Peyster      | outubro de 1691 | 1694            | 3 anos          |            | Sem partido |       |
| 21 | Charles Lodwik          | 1694            | 1695            | 1 ano           |            | Sem partido |       |
| 22 | William Merritt         | 1695            | 1698            | 3 anos          |            | Sem partido |       |
| 23 | Johanness De Peyster    | 1698            | 1699            | 1 ano           |            | Sem partido |       |
| 24 | David Provost           | 1699            | 1700            | 1 ano           |            | Sem partido |       |
| 25 | Isaac De Reimer         | 1700            | 1701            | 1 ano           |            | Sem partido |       |
| 26 | Thomas Noell            | 1701            | 1702            | 1 ano           |            | Sem partido |       |
| 27 | Phillip French          | 1702            | 1703            | 1 ano           |            | Sem partido |       |
| 28 | William Peartree        | 1703            | 1707            | 4 anos          |            | Sem partido |       |
| 29 | Ebenezer Wilson         | 1707            | 1710            | 3 anos          |            | Sem partido |       |
| 30 | Jacobus Van Cortlandt   | 1710            | 1711            | 1 ano           |            | Sem partido |       |
| 31 | Caleb Heathcote         | 1711            | 1714            | 3 anos          |            | Sem partido |       |
| 32 | John Johnstone          | 1714            | 1719            | 5 anos          |            | Sem partido |       |
| 33 | Jacobus Van Cortlandt   | 1719            | 1720            | 1 ano           |            | Sem partido |       |
| 34 | Robert Walters          | 1720            | 1725            | 5 anos          |            | Sem partido |       |
| 35 | Johannes Jansen         | 1725            | 1726            | 1 ano           |            | Sem partido |       |
| 36 | Robert Lurting †        | 1726            | 1735            | 9 anos          |            | Sem partido |       |
| 37 | Paul Richard            | 1735            | 1739            | 4 anos          |            | Sem partido |       |
| 38 | John Cruger †           | 1739            | 1744            | 5 anos          |            | Sem partido |       |
| 39 | Stephen Bayard          | 1744            | 1747            | 3 anos          |            | Sem partido |       |
| 40 | Edward Holland †        | 1747            | 1757            | 10 anos         |            | Sem partido |       |
| 41 | John Cruger Jr.         | 1757            | 1766            | 7 anos          |            | Sem partido |       |
| 42 | Whitehead Hicks         | 1766            | 1776            | 10 anos         |            | Sem partido |       |
| 43 | David Matthews          | 1776            | 1783            | 7 anos          |            | Sem partido |       |

† Morreu no cargo

## Prefeitos da pré-consolidação
O prefeito continuou a ser selecionado pelo Conselho de Nomeação do Governo de Nova York até 1821, quando Stephen Allen se tornou o primeiro prefeito nomeado por um Conselho Comum local. Sob a Carta de 1834, os prefeitos eram eleitos anualmente por voto popular direto. A partir de 1849, os prefeitos foram eleitos para mandatos de dois anos.
| #  | Nome                   | Início                  | Fim                    | Mandato   |  | Partido               | Notas      |
| -- | ---------------------- | ----------------------- | ---------------------- | --------- |  | --------------------- | ---------- |
| 44 | James Duane            | 1 de Janeiro de 1784    | 1789                   | 5 anos    |  | Independente          |            |
| 45 | Richard Varick         | 1789                    | 1801                   | 11 anos   |  | Federalista           |            |
| 46 | Edward Livingston      | 1801                    | 1803                   | 2 anos    |  | Democrata-Republicano |            |
| 47 | DeWitt Clinton         | 1803                    | 1807                   | 4 anos    |  | Democrata-Republicano |            |
| 48 | Marinus Willett        | 1807                    | 1808                   | 1 ano     |  | Democrata-Republicano |            |
| 49 | DeWitt Clinton         | 1808                    | 1810                   | 2 anos    |  | Democrata-Republicano |            |
| 50 | Jacob Radcliff         | 1810                    | 1811                   | 1 ano     |  | Federalista           |            |
| 51 | DeWitt Clinton         | 1811                    | 1815                   | 4 anos    |  | Democrata-Republicano |            |
| 52 | John Ferguson          | 1815                    | 1815                   | 1⁄2 ano   |  | Democrata-Republicano |            |
| 53 | Jacob Radcliff         | 13 de Fevereiro de 1815 | 1818                   | 3 anos    |  | Federalista           |            |
| 54 | Cadwallader D. Colden  | 1818                    | 1821                   | 3 anos    |  | Federalista           |            |
| 55 | Stephen Allen          | 1821                    | 1824                   | 3 anos    |  | Federalista           |            |
| 56 | William Paulding Jr.   | 1825                    | 1826                   | 1 ano     |  | Democrata-Republicano |            |
| 57 | Philip Hone            | 1826                    | 1827                   | 1 ano     |  | Nacional Republicano  |            |
| 58 | William Paulding Jr.   | 1827                    | 1829                   | 2 anos    |  | Democrata-Republicano |            |
| 59 | Walter Bowne           | 1829                    | 1832                   | 3 anos    |  | Democrata             |            |
| 60 | Gideon Lee             | 1833                    | 1834                   | 1 ano     |  | Democrata             |            |
| 61 | Cornelius Lawrence     | 1834                    | 1837                   | 3 anos    |  | Democrata             |            |
| 62 | Aaron Clark            | 1837                    | 1839                   | 2 anos    |  | Whig                  |            |
| 63 | Isaac L. Varian        | 1839                    | 1841                   | 2 anos    |  | Democrata             |            |
| 64 | Robert H. Morris       | 1841                    | 1844                   | 3 anos    |  | Democrata             |            |
| 65 | James Harper           | 1844                    | 1845                   | 1 ano     |  | Americano Republicano |            |
| 66 | William F. Havemeyer   | 1845                    | 1846                   | 1 ano     |  | Democrata             |            |
| 67 | Andrew H. Mickle       | 1846                    | 1847                   | 1 ano     |  | Democrata             |            |
| 68 | William V. Brady       | 1847                    | 1848                   | 1 ano     |  | Whig                  |            |
| 69 | William F. Havemeyer   | 1848                    | 1849                   | 1 ano     |  | Democrata             |            |
| 70 | Caleb S. Woodhull      | 1849                    | 1851                   | 1 ano     |  | Whig                  |            |
| 71 | Ambrose Kingsland      | 1851                    | 1853                   | 1 ano     |  | Whig                  |            |
| 72 | Jacob A. Westervelt    | 1853                    | 1855                   | 1 ano     |  | Democrata             |            |
| 73 | Fernando Wood          | 1855                    | 1858                   | 2 anos    |  | Democrata             |            |
| 74 | Daniel F. Tiemann      | 1858                    | 1860                   | 1 ano     |  | Independente          |            |
| 75 | Fernando Wood          | 1860                    | 1862                   | 1 ano     |  | Democrata             |            |
| 76 | George Opdyke          | 1862                    | 1864                   | 1 ano     |  | Republicano           |            |
| 77 | Charles G. Gunther     | 1864                    | 1866                   | 1 ano     |  | Democrata             |            |
| 78 | John T. Hoffman        | 1866                    | 30 de Novembro de 1868 | < 1 ano   |  | Democrata             | [ nota 2 ] |
|    | Thomas Coman           | 30 de Novembro de 1868  | 4 de Janeiro de 1869   | 5 semanas |  | Democrata             |            |
| 79 | Abraham Oakey Hall     | 4 de Janeiro de 1869    | 31 de Dezembro de 1872 | 1 ano     |  | Democrata             | [ nota 3 ] |
| 80 | William F. Havemeyer † | 1 de Janeiro de 1873    | 30 Novembro de 1874    | < 1 ano   |  | Republicano           | [ nota 4 ] |
|    | Samuel B. H. Vance     | 30 de Novembro de 1874  | 31 de Dezembro de 1874 | 1 mês     |  | Republicano           |            |
| 81 | William H. Wickham     | 1 de Janeiro de 1875    | 31 de Dezembro de 1876 | 1 ano     |  | Democrata (Reforma)   |            |
| 82 | Smith Ely Jr.          | 1877                    | 1878                   | 1 ano     |  | Democrata             |            |
| 83 | Edward Cooper          | 1879                    | 1880                   | 1 ano     |  | Democrata (Reforma)   |            |
| 84 | William R. Grace       | 1881                    | 1882                   | 1 ano     |  | Democrata (Reforma)   |            |
| 85 | Franklin Edson         | 1883                    | 1884                   | 1 ano     |  | Democrata             |            |
| 86 | William R. Grace       | 1885                    | 1886                   | 2 anos    |  | Independente          |            |
| 87 | Abram Hewitt           | 1887                    | 1888                   | 1 ano     |  | Democrata             |            |
| 88 | Hugh J. Grant          | 1889                    | 1892                   | 2 anos    |  | Democrata             |            |
| 89 | Thomas F. Gilroy       | 1893                    | 1894                   | 1 ano     |  | Democrata             |            |
| 90 | William L. Strong      | 1 de Janeiro de 1895    | 31 de Dezembro de 1897 | 3 anos    |  | Republicano           | [ nota 5 ] |

† Morreu no cargo

## Prefeitos pós-consolidação
O mandato de 1898–1901 durou quatro anos. A Carta da Cidade foi alterada para tornar o mandato do prefeito de dois anos a partir de 1902, mas após dois termos foram alterados novamente para retomar os mandatos de quatro anos em 1906. George B. McClellan Jr. cumpriu um mandato de dois anos a partir de 1902. 1904 a 1905, durante o qual foi eleito para um mandato de quatro anos de 1906 a 1909.
| #   | Retrato                                         | Nome                                          | Período no cargo                                | Mandato                            | Parido afiliado      | Parido afiliado          | Notas       |
| --- | ----------------------------------------------- | --------------------------------------------- | ----------------------------------------------- | ---------------------------------- | -------------------- | ------------------------ | ----------- |
| 91  |                                                 | Robert A. Van Wyck1 (1849–1918; idade 69)     | 1 de Janeiro de 1898 – 31 de Dezembro de 1901   | 4 anos                             |                      | Democrata                | [ nota 6 ]  |
| 92  |                                                 | Seth Low (1850–1916; idade 66)                | 1 de Janeiro de 1902 – 31 de Dezembro de 1903   | 2 anos                             |                      | Republicano              | [ nota 7 ]  |
| 93  |                                                 | George B. McClellan Jr. (1865–1940; idade 75) | 1 de Janeiro de 1904 – 31 de Dezembro de 1909   | 6 anos                             |                      | Democrata                |             |
| 94  |                                                 | William Jay Gaynor † (1849–1913; idade 64)    | 1 de Janeiro de 1910 – September 10, 1913       | 3 anos, 253 dias                   |                      | Democrata                | [ nota 8 ]  |
|     |                                                 | Ardolph L. Kline                              | 10 de Setembro de 1913 – 31 de Dezembro de 1913 | 113 dias                           |                      | Republicano              | [ nota 9 ]  |
| 95  |                                                 | John P. Mitchel (1879–1918; idade 38)         | 1 de Janeiro de 1914 – 31 de Dezembro de 1917   | 4 anos                             |                      | Republicano              |             |
| 96  |                                                 | John F. Hylan (1868–1936; idade 67)           | 1 de Janeiro de 1918 – 30 de Dezembro de 1925   | 8 anos                             |                      | Democrata                | [ nota 10 ] |
|     |                                                 | William T. Collins                            | 31 de Dezembro de 1925                          | 1 dia                              |                      | Democrata                |             |
| 97  |                                                 | Jimmy Walker (1881–1946; idade 65)            | 1 de Janeiro de 1926 – 1 de Setembro de 1932    | 6 anos, 244 dias (6 anos, 8 meses) |                      | Democrata                |             |
|     |                                                 | Joseph V. McKee                               | September 1, 1932 – 31 de Dezembro de 1932      | 121 dias (4 months)                |                      | Democrata                | [ nota 11 ] |
| 98  |                                                 | John P. O'Brien (1873–1951; idade 78)         | 1 de Janeiro de 1933 – 31 de Dezembro de 1933   | 1 ano                              |                      | Democrata                |             |
| 99  |                                                 | Fiorello H. La Guardia (1882–1947; idade 64)  | 1 de Janeiro de 1934 – 31 de Dezembro de 1945   | 12 anos                            |                      | Republicano              |             |
| 100 |                                                 | William O'Dwyer (1890–1964; idade 74)         | 1 de Janeiro de 1946 – 31 de Agosto de 1950     | 4 anos, 243 dias (4 anos, 8 meses) |                      | Democrata                | [ nota 12 ] |
|     |                                                 | Vincent R. Impellitteri (1900–1987; idade 86) | 31 de Agosto de 1950 – 14 de Novembro de 1950   | 75 dias                            |                      | Democrata (em exercício) | [ nota 13 ] |
| 101 | 14 de Novembro de 1950 – 31 de Dezembro de 1953 | Vincent R. Impellitteri (1900–1987; idade 86) | 3 anos, 48 dias                                 |                                    | Experiência (eleito) |                          | [ nota 13 ] |
| 102 |                                                 | Robert F. Wagner Jr. (1910–1991; idade 80)    | 1 de Janeiro de 1954 – 31 de Dezembro de 1965   | 12 anos                            |                      | Democrata                |             |
| 103 |                                                 | John Lindsay (1921–2000; idade 79)            | 1 de Janeiro de 1966 – 31 de Dezembro de 1973   | 8 anos                             |                      | Republicano              |             |
| 103 | Democrata                                       | John Lindsay (1921–2000; idade 79)            | 1 de Janeiro de 1966 – 31 de Dezembro de 1973   | 8 anos                             |                      |                          |             |
| 104 |                                                 | Abraham Beame (1906–2001; idade 94)           | 1 de Janeiro de 1974 – 31 de Dezembro de 1977   | 4 anos                             |                      | Democrata                |             |
| 105 |                                                 | Ed Koch (1924–2013; idade 88)                 | 1 de Janeiro de 1978 – 31 de Dezembro de 1989   | 12 anos                            |                      | Democrata                |             |
| 106 |                                                 | David Dinkins (1927–2020; idade 93)           | 1 de Janeiro de 1990 – 31 de Dezembro de 1993   | 4 anos                             |                      | Democrata                |             |
| 107 |                                                 | Rudy Giuliani (nascido em 1944; idade 80)     | 1 de Janeiro de 1994 – 31 de Dezembro de 2001   | 8 anos                             |                      | Republicano              |             |
| 108 |                                                 | Michael Bloomberg (nascido 1942; idade 83)    | 1 de Janeiro de 2002 – 31 de Dezembro de 2013   | 12 anos                            |                      | Republicano              | [ nota 14 ] |
| 108 | Nenhum                                          | Michael Bloomberg (nascido 1942; idade 83)    | 1 de Janeiro de 2002 – 31 de Dezembro de 2013   | 12 anos                            |                      |                          | [ nota 14 ] |
| 109 |                                                 | Bill de Blasio (nascido em 1961; Idade 63)    | 1 de Janeiro de 2014 – 31 de Dezembro de 2021   | 8 anos                             |                      | Democrata                |             |
| 110 |                                                 | Eric Adams (nascido em 1960; Idade 64)        | 1 de Janeiro de 2022 – Incumbente               | 2 anos e 8 meses                   |                      | Democrata                |             |

† Morreu no cargo